# 国峰淳
国峰 淳（くにみね じゅん、1955年10月29日 - ）は、日本の実業家。日亜鋼業株式会社代表取締役社長を経て、同社取締役相談役。

## 人物・経歴
群馬県出身。1978年東北大学経済学部卒業、新日本製鐵入社。2000年から新日本製鐵釜石製鐵所総務部長を務め、新日鐵釜石製鐵所ラグビー部を、地域密着型のクラブチーム化し、釜石シーウェイブスを設立するなどした。2003年新日本製鐵東北支店長。
2005年日鐵建材工業企画財務部担当部長。2008年日鐵建材工業取締役（企画財務部長委嘱）。2011年日鐵住金建材常務取締役（企画財務、営業管理に関する事項管掌、台湾プロジェクト推進班長委嘱）。2013年日鐵住金建材常務取締役（建築商品事業部門長委嘱、営業管理に関する事項管掌）。
2014年から日亜鋼業代表取締役社長を務め、条鋼の販売拡大などにより、4期連続での経常利益の増益を実現し、2021年に経営の若返りのため、代表権のない日亜鋼業取締役相談役に退いた。